# Guiraud de Languissel
Guirald ou Guiraud de Languissel est un prélat du XIVe siècle, qui est successivement évêque d'Apt (1330-1331) puis quarante-troisième évêque connu de Nîmes (1331-1337),.